# Muskelloge

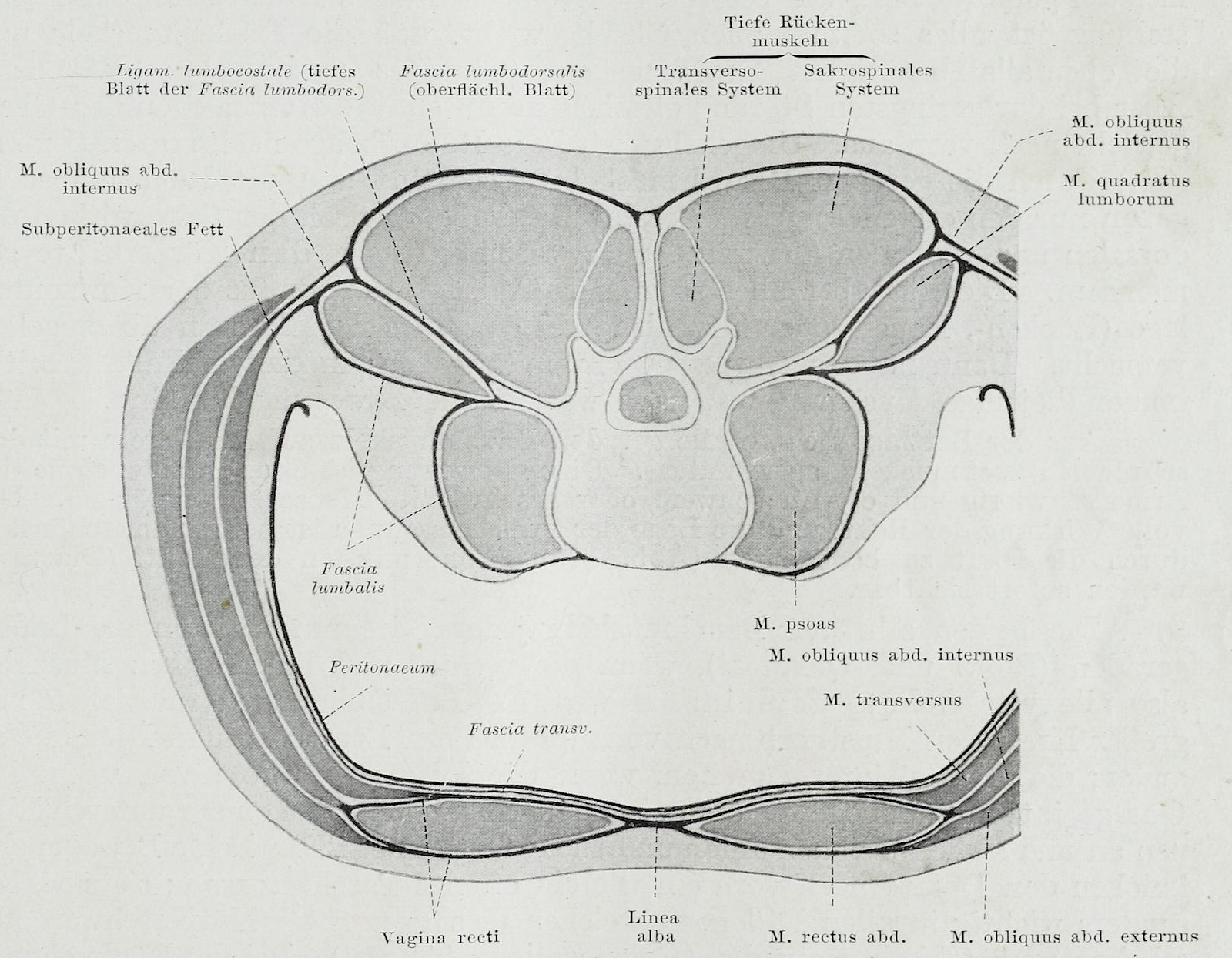
Muskellogen am Rumpf (Zeichnung aus dem Lehrbuch der Anatomie von Hermann Braus)

Eine Muskelloge (synonym kann von „Kompartiment“ oder von „Faszienloge“ gesprochen werden) ist eine Gruppe von Muskeln, die durch eine Faszie begrenzt ist, sowie die hierdurch eingeschlossenen Nerven und Gefäße. Die in einer Muskelloge zusammengeschlossenen Muskeln erfüllen prinzipiell ähnliche Aufgaben. Jede Muskelloge hat eine eigenständige Blut- und Lymphgefäßversorgung.
Wenn die Wandung der Loge durch Knochen ergänzt wird, spricht man auch von einer osteofibrösen Loge. Diese kanalartigen Strukturen „bilden eine Art Führung für die Bewegung der in ihnen eingeschlossenen Muskeln“.
An den Extremitäten kann hierdurch in verschiedene Kompartimente unterteilt werden. Im Unterschenkel befinden sich zum Beispiel vier Muskellogen, wobei deren Funktion bei 3 der 4 genannten Gruppen bereits durch ihren Namen deutlich wird:
- die oberflächliche Flexorengruppe
- die tiefe Flexorengruppe
- die Peronaeusgruppe
- die Extensorengruppe

Eine Druckerhöhung in einer Muskelloge kann zu einem Kompartmentsyndrom führen.

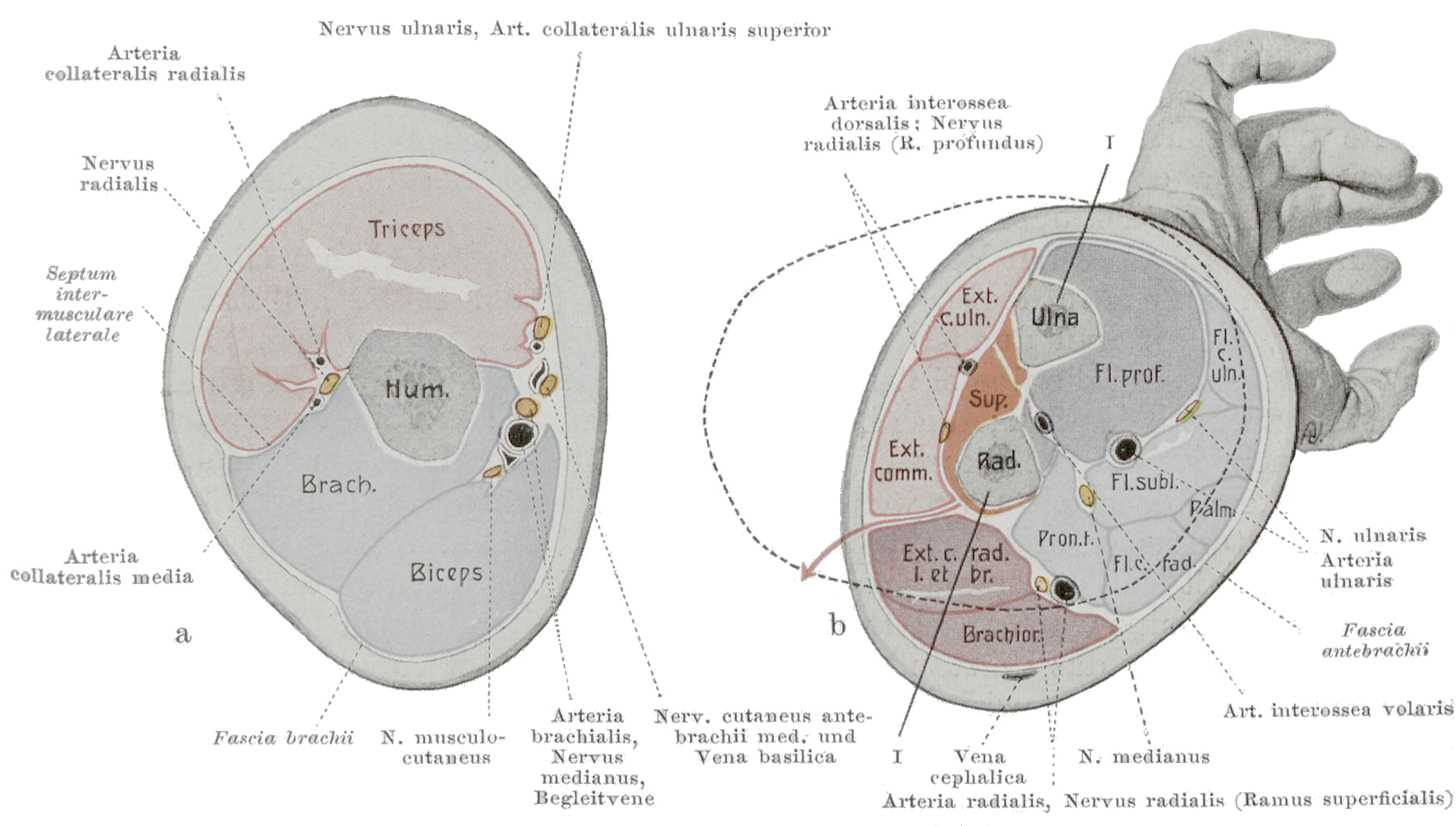
Muskellogen am Oberarm und am Unterarm (Zeichnung aus dem Lehrbuch der Anatomie von Hermann Braus)

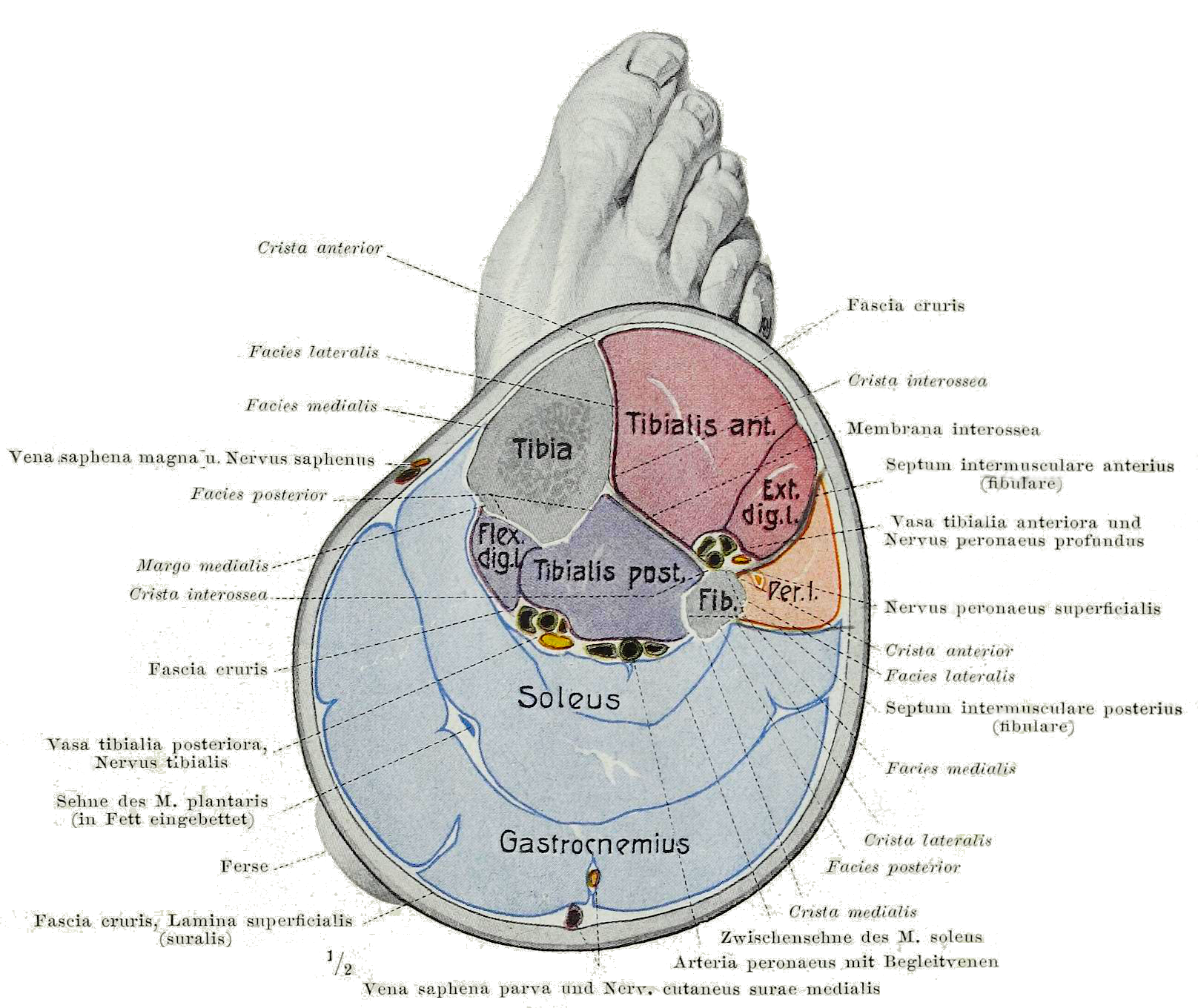
Muskellogen am Unterschenkel (Zeichnung aus dem Lehrbuch der Anatomie von Hermann Braus)

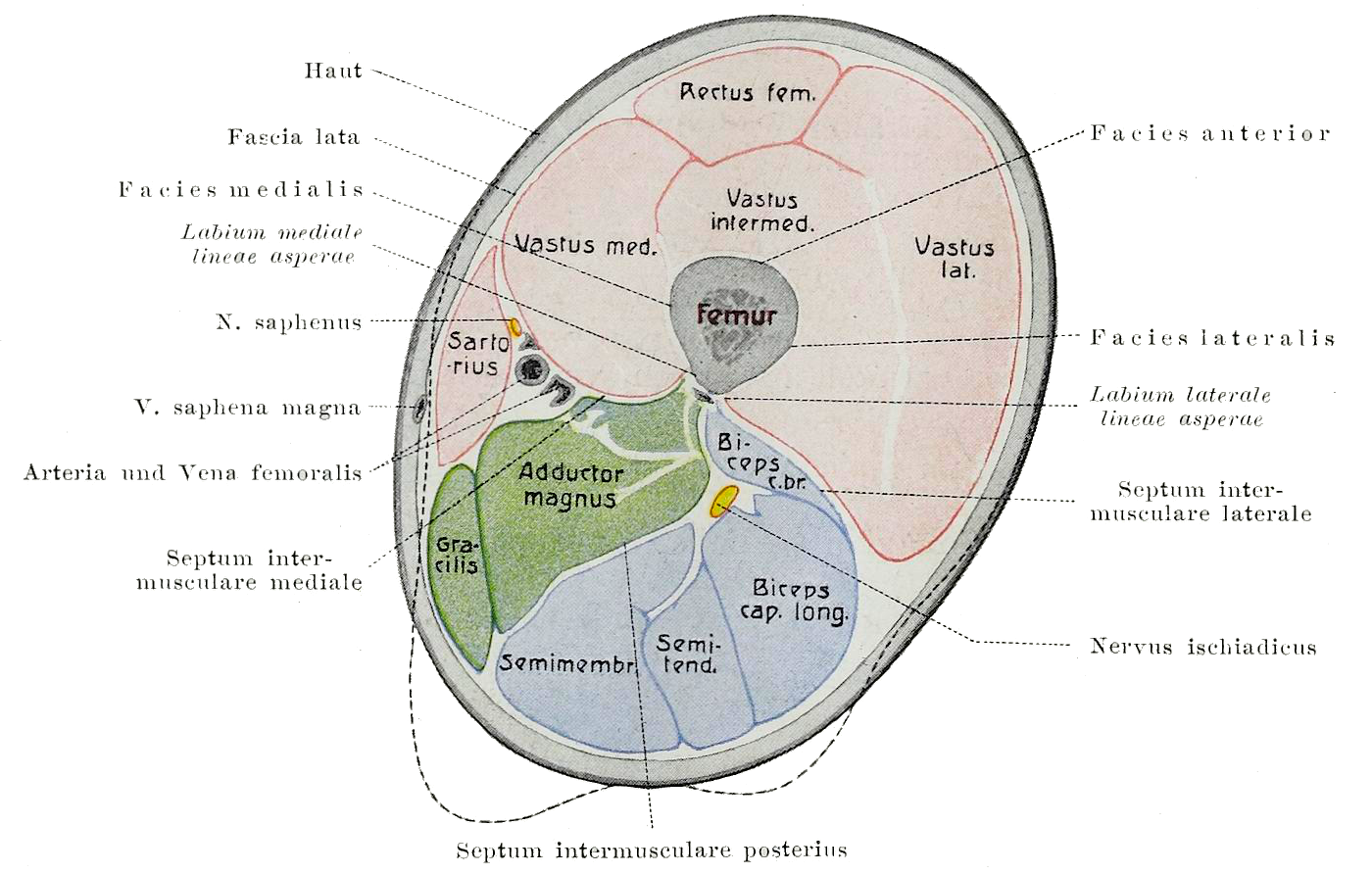
Muskellogen am Oberschenkel (Zeichnung aus dem Lehrbuch der Anatomie von Hermann Braus)